# Paul Hunter (peintre)
Pour les articles homonymes, voir Paul Hunter.
Paul Hunter, né à Paris en 1954, est un peintre québécois menant une carrière internationale.

## Biographie
Il a étudié à l'université Concordia (Montréal) puis en arts visuels à l'université Laval.
Il est le fils du sculpteur et caricaturiste Raoul Hunter.

## Musées et collections publiques
- Art Gallery of Hamilton
- Musée des Beaux-arts de Sherbrooke
- Musée des beaux-arts de Montréal
- Musée national des beaux-arts du Québec[1]

## Prix et récompenses
- Bourse du Conseil des Arts du Canada: 1986, 1987, 1988, 1991
- Bourse d'études du Gouvernement du Québec: 1984, 1988, 1991